# Teodoras Brazys

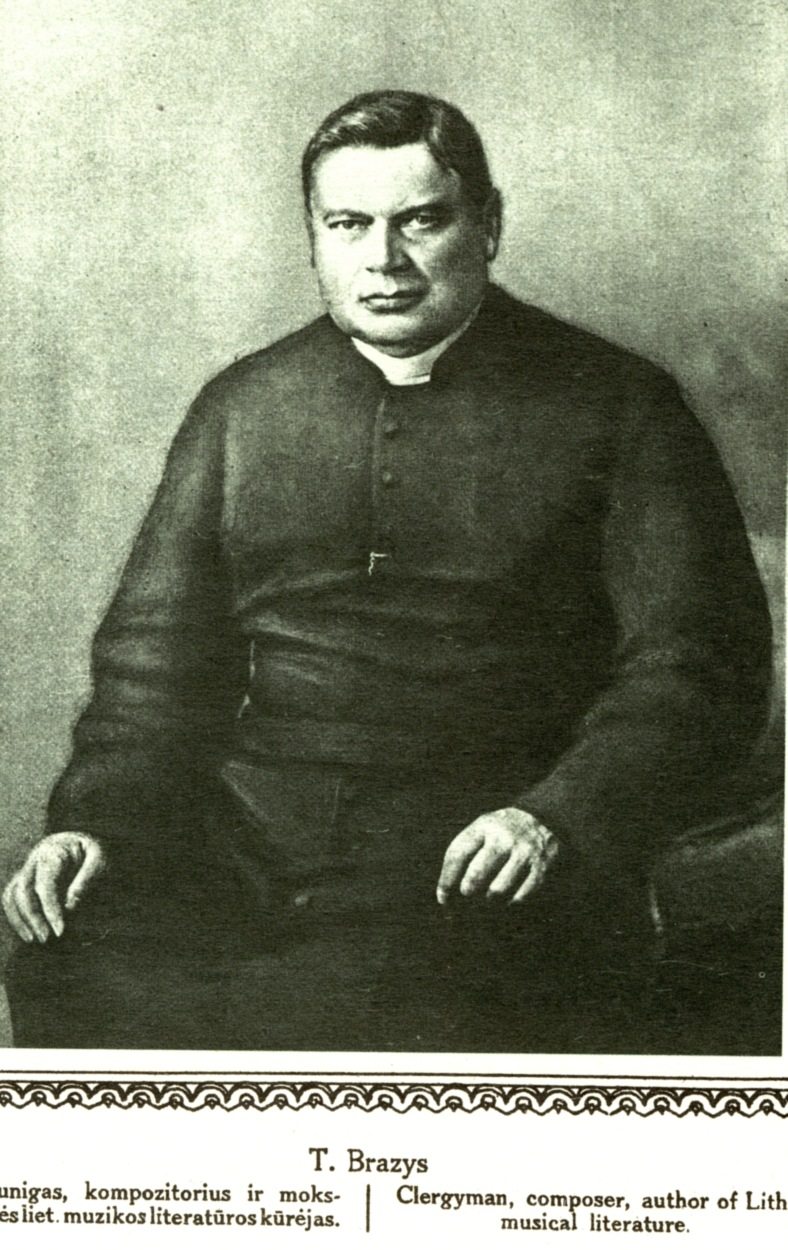
Teodoras Brazys

Teodoras Brazys (* 20. November 1870 in Memelhof bei Bauska, Koknese, jetzt Mazzalvė, Lettland; † 10. September 1930 in München) war ein litauischer katholischer Prälat, Komponist, Organist, Chordirigent, Musikpädagoge und Musikologe.

## Leben
Er absolvierte die deutsche Schule Bauska und erlernte das Orgelspiel in Pabiržė. Er besuchte die Musikschule in Rokiškis, nahm Unterricht bei Juozas Kalvaitis, dem Organisten der Kathedrale Kaunas, und war als Organist in Josvainiai, Pabiržė und Žvingiai tätig. Von 1896 bis 1900 studierte er am Priesterseminar Vilnius und von 1905  bis 1907 an der Kirchenmusikhochschule Regensburg. Von 1907 bis 1917 unterrichtete er am Priesterseminar Vilnius, ab 1921 am Progymnasium Merkinė, ab 1923 lehrte er am Priesterseminar Kaunas, 1924 wurde er Dozent an der Lietuvos universitetas, wo er auch als Chorleiter tätig war.
Er schrieb liturgische Werke, darunter vier Messen, und sammelte 2.000 litauische Volkslieder, davon 150 harmonisierte.
Sein Grabmal befindet sich in Kaišiadorys.

## Bibliografie
- Apie tautines lietuvių dainų gaidas, 1920 m.
- Lietuvių liaudies daina vestuvėse, 1924 m.
- Lietuvių tautinių dainų melodijos. 1927 m.
- Kai kurie lietuvių ir latvių melodijų giminystės bruožai, 1928 m.
- Mažvydo melodijų kilmė ir jų santykis su lietuvių tautos muzika (Habilitation)
- Giedojimo mokykla, muzikos vadovėlis, 1920 m.
- Muzikos teorija, vadovėlis, 1922 m.
- Harmonija, vadovėlis, 1926 m.
- Choralo mokykla, vadovėlis, 1926 m.
- Mūsų dainelės, I – 1918 m., II – 1919 m., III ir IV – 1923 m.